# Czarna (dopływ Gwdy)
Czarna – rzeka, prawy dopływ Gwdy o długości 32,44 km i powierzchni zlewni 194,24 km².
Źródła rzeki znajdują się na zachód od wsi Brokęcino, skąd płynie w kierunku południowym. Następnie na wschód, koło wsi Rydzynka odbija na północny wschód i płynie w kierunku miasta Okonek. Przepływa przez środek Okonka i za nim zaczyna płynąć dalej na wschód. Uchodzi do Gwdy ok. 0,5 km na od wsi Lędyczek.
Do 1945 r. poprzednią niemiecką nazwą rzeki była Zarne. W 1949 r. ustalono urzędowo polską nazwę Czarna.